# كأس التحدي الإسكتلندي 1997–98
كأس التحدي الإسكتلندي 1997–98 (بالإنجليزية: 1997–98 Scottish Challenge Cup)‏ هو موسم من كأس التحدي الإسكتلندي ‏. كان عدد الأندية المشاركة فيه 30، وفاز فيه نادي فالكيرك.